# Sezon na misia 2
Sezon na misia 2 (ang. Open Season 2) – amerykański film animowany z 2008 roku, Sequel produkcji z 2006 roku pt. Sezon na misia.

## Fabuła
Elliot i Gizella planują ślub. Młody jeleń ma jednak wątpliwości, czy powinien wiązać się „na amen” z Gizellą. Bob i jego żona poszukują swojego ukochanego pieska. Kabanos jedzie z właścicielami do obozu. Elliot ucieka sprzed ołtarza, ponieważ postanawia ratować przyjaciela. Okazuje się, że niedoszła żona Elliota ma lepszy plan od niezorganizowanego jelenia. Elliot sam szuka Kabanosa. Ekipę ratunkową czeka niemiłe spotkanie z eleganckimi psami i kotami, które nie chcą oddać Kabanosa „dzikim zwierzętom”.

## Obsada
- Joel McHale – Elliot
- Mike Epps – Boguś
- Cody Cameron – jamnik Kabanos
- Jane Krakowski – Gizella
- Billy Connolly – McSquizzy
- Crispin Glover – Fifi
- Danny Mann – Serge
- Steve Schirripa – Roberto
- Fred Stoller – Stanley
- Olivia Hack – Charlotte
- Diedrich Bader – Rufus
- Matthew W. Taylor – Buddy, Deni, Ian
- Jacquie Barnbrook − Właścicielka Fifiego
- Sean Mullen − Roger

## Wersja polska
Wersja polska: Start International Polska

Reżyseria: Małgorzata Kaźmierska

Dialogi: Grzegorz Drojewski

Dźwięk i montaż: Michał Skarżyński

Udział wzięli:
- Jarosław Boberek − Boguś
- Dariusz Toczek − Eliott
- Zbigniew Suszyński − Pan Kabanos
- Mirosława Krajewska − Bobbie
- Janusz Wituch − Fifi
- Jarosław Domin − Koleżka
- Zbigniew Konopka − Rufus
- Grzegorz Pawlak − McSquizzy
- Jakub Szydłowski − Roberto
- Tomasz Steciuk − Stanley
- Aneta Todorczuk-Perchuć – Gizella
- Jacek Mikołajczak – Ian
- Andrzej Chudy – Railly